# Cornelis Oasib
Cornelis Oasib, eigentlich ǃNa-khomab, (* um 1800; † 1867 in Hoachanas) war von 1840 bis 1867 Oberkaptein aller Nama und zugleich Kaptein der als Rote Nation (ǀKaiǁkhaun) bezeichneten Nama-Gesellschaft in Hoachanas im Südwesten Afrikas, dem heutigen Namibia.

## Biographie
Nach dem Tode seines Vaters Nanieb II um 1800 übernahm zunächst Frau Games die Kapteinsaufgaben, da Oasib noch zu jung war. Etwa 1840 trat dann Oasib die Nachfolge in der Kapteinsschaft des größten Nama-Stammes im Südwesten Afrikas an. Die Nama befanden sich zu jener Zeit in langjähriger Fehde mit den von Norden gegen das Stammesgebiet drückenden Herero aus Okahandja, da deren immer größer werdende Rinder-Herden nach langer Dürrezeit keinen ausreichenden Weidegrund mehr fanden. In ihrer Not hatte sich bereits Games der Hilfe der von Süden her ins Land nachrückenden Afrikaner ((ǃGû-ǃgôun)) – einer Orlam-Gesellschaft der Kapprovinz – versichert; diese Gesellschaft war – im Gegensatz zu den Nama und Herero – schon mit Gewehren ausgerüstet Mit deren durch Feuerwaffen unterstützten Überlegenheit gelang es den Afrikanern und Nama, die zahlenmäßig überlegenen Herero bis auf die Höhe von Windhoek zurückzudrängen und 1842 mit ihnen Frieden zu schließen (den sogenannten „Weihnachtsfrieden von Windhuk“).
Mit dem Frieden zwischen Afrikanern und Herero allerdings war in Windhuk eine Machtkonzentration entstanden, die dem Bestreben des Oasib nach der Vorherrschaft über den ganzen Südwesten Afrikas zuwiderlief. Einen direkten Angriff auf die Afrikaner jedoch konnte sich Oasib angesichts der Kräfteverhältnisse nicht leisten; so nutzte er die stammesinternen Spannungen bei den Herero zu seinen Gunsten und überfiel 1844 den Herero-Stamm des Unterhäuptlings Kahitjene, ohne dass diesem der eigentlich mit ihm verbündete Jonker Afrikaner (ǀHara-mûb) zu Hilfe gekommen wäre. Durch Anfangserfolge ermutigt, setzte Oasib seine Überfälle über Jahre hinweg fort, wobei er durchaus die Duldung der Afrikaner fand, denn denen waren die Herero inzwischen zu stark geworden. Aus der Duldung des Vorgehens der Nama gegen die Herero erwuchs eine aktive Beteiligung der Afrikaner, ohne dass es allerdings zu einer abgestimmten oder gar vertraglich geregelten Beziehung zwischen Nama und Afrikanern gekommen wäre. Ganz im Gegenteil: die erfolgreichen Vorstöße der Afrikaner gegen die Herero machten Oasib deutlich, dass nunmehr nicht mehr die Herero, sondern die Afrikaner seinem Traum von der Herrschaft über den ganzen Südwesten Afrikas entgegenstanden. Folglich wagte Oasib am 19. Mai 1854 einen Angriff auf den Hauptsitz der Afrikaner – auf Windhuk. Der Angriff wurde abgewehrt und löste Gegenangriffe der Afrikaner aus, da Jonker Afrikaner ein ähnliches Ziel verfolgte wie Oasib. Die wechselseitigen Überfälle und Raubzüge jedoch störten den bei Windhuk entstehenden Kupfererz-Abbau, was für die Nama und Afrikaner gleichermaßen nachteilig war, da beide Völker an den Förderabgaben der europäischen Minenbetreiber verdienten. Dieser Einsicht folgend kam es am 24. November 1855 zwischen Jonker Afrikaner und Oasib zum „Frieden am Kupferberg“ (südlich von Windhuk). Nach diesem Friedensschluss konnten sich die Afrikaner ungeteilt ihrem Vernichtungsfeldzug gegen die Herero widmen und alsdann den gesamten Norden des Landes unter ihre Kontrolle bringen. Im Süden herrschten in gleicher Weise unangefochten die Nama-Stämme unter Führung von Oasib. Zur Festigung und Absicherung der beiderseitigen Einflussbereiche wurde am 9. Januar 1858 zwischen Jonker Afrikaner und Oasib der „Frieden von Hoachanas“ geschlossen; die Herero waren an diesem Friedensschluss zwar beteiligt – aber nicht als Partner, sondern als „zustimmungspflichtige Zuhörer“.
Das Kräftegleichgewicht zwischen Afrikanern und Nama wurde durch den fast gleichzeitigen Tod von Jonker Afrikaner und Tjamuaha, dem Oberhäuptling der Herero, Ende 1861 nachhaltig gestört: Nachfolger des Jonker Afrikaner wurde der führungsschwache Christian Afrikaner (ǀHaragab) und Nachfolger von Tjamuaha der führungsstarke Maharero. Letzterer hatte in seiner Jugendzeit unter den Afrikanern sehr zu leiden gehabt und verstand es nun, die stammesinternen Spannungen bei den Afrikanern im Zusammenhang mit der Kapteinsnachfolge zu seinen Gunsten dadurch zu nutzen, dass er Christian Afrikaner und den mit diesem verbündeten Oasib zu einem Angriff auf sein neues Hauptquartier in Otjimbingwe provozierte. Dort allerdings hatte sich Maharero der Hilfe des schwedischen Unternehmers Charles John Andersson und dessen gut bewaffneter Privatarmee versichert, so dass die anstürmenden Afrikaner und Nama am 15. Juni 1863 vernichtend geschlagen wurden. Christian Afrikaner fiel, Oasib konnte entkommen.
Auch in den nachfolgenden Schlachten verloren die Afrikaner unter ihrem neuen Kaptein Jan Jonker Afrikaner (ǀHaramumab) immer mehr an Einfluss, wohingegen die Herero zu alter Stärke zurückfanden. Im Süden des Landes erwuchs Oasib ein weiterer Gegner: die aus Südafrika zuwandernden Witbooi (ǀKhowesin) unter ihrem Kaptein Kido Witbooi (ǂA-ǁêib). Diese Orlam-Gesellschaft hatte sich zwar mit Zustimmung von Oasib 1863 in Gibeon niedergelassen, dort aber einige Unruhe verursacht und bei Auseinandersetzungen mit anderen Nama-Gesellschaften Stärke gewonnen. Oasib versuchte, dieser neuen Bedrohung durch einen erfolgreichen Angriff der verbündeten Nama im Dezember 1864 auf Gibeon zu begegnen, allerdings hatte er sich damit eine „zweite Front“ eingehandelt – im Norden gegen die Herero und im Süden gegen die Witbooi. Dieser Gefahr begegnete Oasib mit dem „Separatfrieden“ mit Maharero vom Juni 1866, um sodann am 25. September 1866 mit seiner gesamten Streitmacht im Süden gegen die Witbooi vorzugehen. Der Angriff allerdings hatte nicht den gewünschten Erfolg und löste einen entschlossenen Gegenangriff der Witbooi aus. In der Entscheidungsschlacht des Orlamkrieges 1866/67 wurden die verbündeten Nama und Afrikaner bei Rehoboth vernichtend geschlagen. Oasib gelang die Flucht nach Hoachanas, wo er schwer erkrankte und 1867 verstarb. Das genaue Todesdatum und der Begräbnisplatz sind nicht bekannt.

## Anmerkung
1. ↑  Anmerkung: Dieser Artikel enthält Schriftzeichen aus dem Alphabet der im südlichen Afrika gesprochenen Khoisansprachen. Die Darstellung enthält Zeichen der Klicklautbuchstaben ǀ, ǁ, ǂ und ǃ. Nähere Informationen zur Aussprache langer oder nasaler Vokale oder bestimmter Klicklaute finden sich z. B. unter Khoekhoegowab.

| Vorgänger      | Amt                                          | Nachfolger      |
| -------------- | -------------------------------------------- | --------------- |
| ǃNa-khom Gamab | Kaptein der Roten Nation (Kapteine der Nama) | Goraxab ǁOasmab |

| Personendaten    | Personendaten                             |
| ---------------- | ----------------------------------------- |
| NAME             | Oasib, Cornelis                           |
| ALTERNATIVNAMEN  | ǃNa-khomab                                |
| KURZBESCHREIBUNG | Oberkaptein der Nama im Südwesten Afrikas |
| GEBURTSDATUM     | um 1800                                   |
| STERBEDATUM      | 1867                                      |
| STERBEORT        | Hoachanas                                 |